# Station Labuhan
Labuhan is een spoorwegstation in de Indonesische provincie Noord-Sumatra.